# Mecklemburgo
Mecklemburgo (en alemán: Mecklenburg) es una región del norte de Alemania que comprende la parte occidental y la mayor parte del estado federado de  Mecklemburgo-Pomerania Occidental. Las ciudades más grandes de la región son Rostock, Schwerin y Nuevo Brandeburgo.
Esta región está situada en el llano costero, con abundancia de ríos, canales y lagos pequeños. Su litoral báltico es arenoso y está protegido por las dunas. Sus fronteras son el mar Báltico al norte, los ríos de Recknitz y Trebel al este, el río Elba al sudoeste. Al oeste confina con Baja Sajonia y Holstein.
Mecklemburgo fue un ducado del Sacro Imperio Romano Germánico. En 1621 fue dividido en dos grandes ducados. De 1918 a 1933 formaron parte de la República de Weimar y luego, entre 1933 y 1945, de la Alemania Nazi con el nombre de Estados Unidos de Meckemburgo. De 1945 a 1949 estuvieron bajo la ocupación soviética, más tarde fueron parte del territorio de la República Democrática Alemana (RDA) y posteriormente en 1990 como estado federado de la República Federal de Alemania con el nombre de Mecklemburgo-Pomerania Occidental.

## Historia
Durante la Edad Media, Mecklemburgo estuvo ocupado por los eslavos, principalmente por los obroditas y otras tribus, como los wendos y los polabios (estos últimos vivían en un lugar llamado Ratzipur (Ratzburg), hoy Holstein).
El origen etimológico del nombre, que aparece por primera vez en un título hacia el año 995, deriva de una comarca situada entre las ciudades de Schwerin y Wismar llamada "Mikilenburg" (que en su traducción del alemán antiguo significa: "Castillo Grande" ("Große Burg")).
El Duque de Sajonia Enrique el León conquistó la región y convirtió al cristianismo al pueblo mecklemburgués, llegando a ser un precursor de la cristianización del norte de Europa. En ese entonces, las creencias paganas eran muy fuertes, tanto es así que en un lugar llamado Kirchneubau quemaban en la hoguera a todas las personas que no practicaban la religión cristiana.
En el siglo XI se fundó el Ducado (y posterior "Gran Ducado"), que duraría hasta 1918, siendo en 1160 Nicolás de Mecklemburgo su primer duque. Estos primeros gobernantes dependían de Sajonia.
En el siglo XIV, el Ducado cayó bajo dominio de la corona de Suecia durante el reinado de Alberto de Suecia, quien a su título real agrega el de "Duque de Mecklemburgo" gobernando como rey de Suecia desde 1363 hasta 1389.

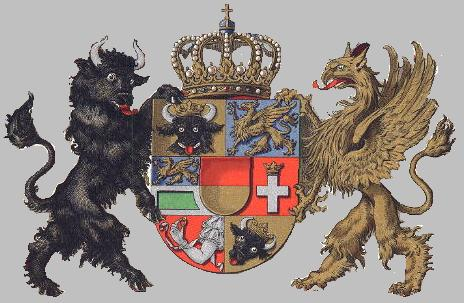
Escudo de armas del Gran Ducado de Mecklemburgo.

Después de él, se sucedieron los siguientes duques:
- Juan IV Duque de Mecklemburgo (1385-1390)
- Juan II de Mecklemburgo-Stargard (1390-1417)
- Alberto IV Duque de Mecklemburgo (1417-1423)
- Juan V Duque de Mecklemburgo (1423-1442)
- Enrique IV Duque de Mecklemburgo (1423-1477)
- Alberto V Duque de Mecklemburgo (1464-1483)
- Juan VI Duque de Mecklemburgo (1464-1474)
- Magnus II Duque de Mecklemburgo (1477-1503)
- Enrique V Duque de Mecklemburgo (1503-1552)
- Alberto VI Duque de Mecklemburgo (1503-1547)
- Juan Alberto I Duque de Mecklemburgo (1547-1576)
- Juan VII Duque de Mecklemburgo (1576-1592)
- Segismundo Augusto Duque de Mecklemburgo (1576-1603)
- Adolfo Federico I Duque de Mecklemburgo (1592-1628)
- Juan Alberto II Duque de Mecklemburgo (1592-1610)
- Albrecht von Wallenstein (1628-1631)

### DelsigloXVIIa 1990
Los habitantes alemanes de Mecklemburgo se dedicaban al comercio, principalmente a través de la Liga Hanseática. Entre 1628 y 1630 sucedió la guerra de los Treinta Años, en la cual el ejército de Albrecht von Wallenstein enviado por el Sacro emperador Fernando II ocupó el territorio del ducado y sitió el puerto hanseático mecklemburgués de Stralsund.
Como muchos territorios alemanes, el Gran Ducado de Mecklemburgo fue repartido entre diversos miembros de la dinastía. En 1621 fue dividido en dos:
- Ducado de Mecklemburgo-Schwerin (Mecklenburg-Schwerin); y
- Ducado de Mecklemburgo-Güstrow (Mecklenburg-Güstrow).

Al extinguirse  la línea dinástica ducal de Mecklemburgo-Güstrow en 1701, las tierras de Güstrow se repartieron: una parte fue al ducado de Mecklemburgo-Schwerin, y la otra parte a la nueva línea dinástica ducal de Mecklemburgo-Strelitz.
En 1755 se firmó un acuerdo entre los ducados sobre las cuotas de producción agrícola, lo que condujo a que un ducado resultara con más poder, producto del intercambio mercantil de la Liga Hanseática. Tanto fue así que el Canciller de Alemania Otto von Bismarck llegó a afirmar lo siguiente: 

Cuando el mundo se hunda, deberíamos marchar a Mecklemburgo y volver 100 años después.

El fundamento de esta frase estriba en que los duques decidieron sus propias políticas acerca del territorio, sin respetar ordenamientos supraterritoriales. Todos intentaron imponer una reforma agraria que los mecklemburgueses no acataron hasta 1918.
Duques desde la división del ducado hasta 1815:
Duques de Mecklemburgo-Schwerin:
- Cristián Luis I Duque de Mecklemburgo-Schwerin (1658-1692)
- Federico Guillermo I Duque de Mecklemburgo-Schwerin (1692-1713)
- Carlos Leopoldo Duque de Mecklemburgo-Schwerin (1713-1747)
- Cristián Luis II Duque de Mecklemburgo-Schwerin (1747-1756)
- Federico II Duque de Mecklemburgo-Schwerin (1756-1785)
- Federico Francisco I Duque de Mecklemburgo-Schwerin (1785-1815)

Duques de Mecklemburgo-Strelitz:
- Adolfo Federico II Duque de Mecklemburgo-Strelitz (1658-1708)
- Adolfo Federico III Duque de Mecklemburgo-Strelitz (1708-1749)
- Carlos Luis Federico I Duque de Mecklemburgo-Strelitz (1749-1752)
- Adolfo Federico IV Duque de Mecklemburgo-Strelitz (1752-1794)
- Carlos Luis Federico II Duque de Mecklemburgo-Strelitz (1794-1815)

En 1815, los dos ducados de Mecklemburgo fueron elevados a "Grandes Ducados", hasta la revolución de 1918, año en el cual la dinastía ducal cayó.
Duques desde 1815 hasta la revolución de 1918:
Grandes Duques de Mecklemburgo-Schwerin:
- Federico Francisco I Gran Duque de Mecklemburgo-Schwerin 1785-1837
- Pablo Federico Gran Duque de Mecklemburgo-Schwerin 1837-1842
- Federico Francisco II Gran Duque de Mecklemburgo-Schwerin 1842-1883
- Federico Francisco III Gran Duque de Mecklemburgo-Schwerin 1883-1897
- Federico Francisco IV Gran Duque de Mecklemburgo-Schwerin 1897-1918

Grandes Duques de Mecklemburgo-Strelitz
- Carlos Luis Federico II Gran Duque de Mecklemburgo-Strelitz 1815-1816
- Jorge Federico Gran Duque de Mecklemburgo-Strelitz 1816-1860
- Federico Guillermo Gran Duque de Mecklemburgo-Strelitz 1860-1904
- Adolfo Federico V Gran Duque de Mecklemburgo-Strelitz 1904-1914
- Adolfo Federico VI Gran Duque de Mecklemburgo-Strelitz 1914-1918
- Federico Francisco IV de Mecklenburg-Schwerin (Regente) 1918

Desde 1918 a 1933 los ex Ducados fueron estados libres durante la República de Weimar. Adolf Hitler los unió en 1933 bajo el nombre de "Estados Unidos de Mecklemburgo" ("Mecklenburgischer Gesamtstaat").
En 1945 la provincia de Mecklemburgo-Pomerania Occidental ("Mecklenburg-Vorpommern") estuvo bajo el mandato soviético. En 1947 se le llamó a esta región como "Mecklenburg", formando posteriormente parte de la República Democrática Alemana.

### 1990 hasta hoy en día
Recién en 1990, desaparecida la República Democrática Alemana, la pequeña región vecina de Pomerania Occidental (Vorpommern) se unió a Mecklemburgo para formar, el 3 de octubre de 1990, el estado federado alemán de Mecklemburgo-Pomerania Occidental (Mecklenburg-Vorpommern). Mecklemburgo contribuyó con cerca de 2/3 del tamaño geográfico del nuevo estado, así como con la mayoría de la población.